# Serie B 2018-2019 (pallamano maschile)
La Serie B 2018-2019 è stata la 47ª edizione del terzo massimo torneo di pallamano maschile in Italia.
Nella stagione 2018-19 la Serie B (pallamano maschile) è divisa in 9 gironi che esprimeranno complessivamente 8 promozioni.

## Gironi

### Girone A

#### Squadre partecipanti
| Squadra                         | Città                       |
| ------------------------------- | --------------------------- |
| Pallamano Città Giardino        | Torino                      |
| Pallamano Cologne B             | Cologne (BS)                |
| Pallamano CUM Petere Valpellice | Val Pellice (TO)            |
| Polisportiva Ferrarin           | San Donato Milanese (MI)    |
| Pallamano Leno                  | Leno (BS)                   |
| Leoni Tortona                   | Tortona (AL)                |
| Pallamano Palazzolo             | Palazzolo sull'Oglio (BS)   |
| Pallamano Riviera               | Imperia                     |
| Pallamano San Martino           | San Martino Siccomario (PV) |
| Pallamano Vigevano              | Vigevano (PV)               |

#### Classifica
|  | Pos. | Squadra               | Pt | G  | V  | N | S  | GF  | GS  | D    | Note       |
|  | ---- | --------------------- | -- | -- | -- | - | -- | --- | --- | ---- | ---------- |
|  | 1.   | Leno                  | 32 | 18 | 16 | 0 | 2  | 584 | 381 | +203 | Promozione |
|  | 2.   | Cologne B             | 28 | 18 | 14 | 0 | 4  | 535 | 407 | +128 |            |
|  | 3.   | CUM Petere Valpellice | 28 | 18 | 14 | 0 | 4  | 595 | 486 | +109 |            |
|  | 4.   | Palazzolo             | 22 | 18 | 11 | 0 | 7  | 519 | 506 | +13  |            |
|  | 5.   | Leoni Tortona         | 20 | 18 | 10 | 0 | 8  | 509 | 482 | +27  |            |
|  | 6.   | Pol. Ferrarin         | 18 | 18 | 9  | 0 | 9  | 497 | 487 | +10  |            |
|  | 7.   | Città Giardino        | 16 | 18 | 8  | 0 | 10 | 454 | 459 | -5   |            |
|  | 8.   | San Martino           | 11 | 18 | 5  | 1 | 12 | 403 | 521 | -118 |            |
|  | 9.   | Vigevano              | 3  | 18 | 1  | 1 | 16 | 399 | 521 | -122 |            |
|  | 10.  | Riviera               | 2  | 18 | 0  | 2 | 16 | 426 | 602 | -176 |            |

### Squadre partecipanti
| Squadra                       | Città                      |
| ----------------------------- | -------------------------- |
| Algund                        | Lagundo (BZ)               |
| Arcobaleno Oriago             | Oriago (VE)                |
| Pallamano Cellini Padova      | Padova                     |
| CM PLAST CUS Venezia          | Venezia                    |
| Pallamano Emmeti Camisano     | Camisano (VI)              |
| FIREX Mondo Sport Belluno     | Belluno                    |
| Pallamano Musile              | Musile di Piave (VE)       |
| Pallamano Olimpica Dossobuono | Dossobuono (VR)            |
| Pallamano San Vito Marano     | San Vito di Leguzzano (VI) |
| Pallamano Vigasio             | Vigasio (VR)               |

#### Classifica
|  | Pos. | Squadra                   | Pt | G  | V  | N | S  | GF  | GS  | D    | Note       |
|  | ---- | ------------------------- | -- | -- | -- | - | -- | --- | --- | ---- | ---------- |
|  | 1.   | Algund                    | 33 | 18 | 16 | 1 | 1  | 509 | 380 | +129 | Promozione |
|  | 2.   | San Vito Marano           | 31 | 18 | 15 | 1 | 2  | 529 | 438 | +91  |            |
|  | 3.   | Vigasio                   | 20 | 18 | 9  | 2 | 7  | 459 | 471 | -12  |            |
|  | 4.   | Emmeti Camisano           | 18 | 18 | 8  | 2 | 8  | 459 | 450 | +9   |            |
|  | 5.   | CM PLAST CUS Venezia      | 17 | 18 | 8  | 1 | 9  | 429 | 449 | -20  |            |
|  | 6.   | FIREX Mondo Sport Belluno | 15 | 18 | 7  | 1 | 10 | 437 | 470 | -33  |            |
|  | 7.   | Musile                    | 15 | 18 | 7  | 1 | 10 | 379 | 401 | -22  |            |
|  | 8.   | Cellini Padova            | 12 | 18 | 6  | 0 | 12 | 415 | 426 | -11  |            |
|  | 9.   | Arcobaleno Oriago         | 10 | 18 | 5  | 0 | 13 | 398 | 461 | -63  |            |
|  | 10.  | Olimpica Dossobuono       | 9  | 18 | 3  | 3 | 12 | 423 | 491 | -68  |            |

### Girone C

#### Squadre partecipanti
| Squadra                   | Città                      |
| ------------------------- | -------------------------- |
| Pallamano Carpine         | Carpi (MO)                 |
| Spallanzani Casalgrande   | Casalgrande (RE)           |
| Pallamano Faenza          | Faenza (RA)                |
| HC Felino                 | Felino (PR)                |
| Pallamano Marconi Jumpers | Castelnovo di Sotto (RE)   |
| Rapid Nonantola           | Nonantola (MO)             |
| Pallamano Savena          | San Lazzaro di Savena (BO) |
| Sportinsieme A.S.D.       | Castellarano (RE)          |

#### Classifica
|  | Pos. | Squadra                 | Pt | G  | V  | N | S  | GF  | GS  | D    | Note       |
|  | ---- | ----------------------- | -- | -- | -- | - | -- | --- | --- | ---- | ---------- |
|  | 1.   | Spallanzani Casalgrande | 40 | 21 | 19 | 2 | 0  | 732 | 561 | +171 | Promozione |
|  | 2.   | Marconi Jumpers         | 31 | 21 | 14 | 3 | 4  | 629 | 535 | +94  |            |
|  | 3.   | Savena                  | 27 | 21 | 13 | 1 | 7  | 631 | 604 | +27  |            |
|  | 4.   | Rapid Nonantola         | 24 | 21 | 10 | 4 | 7  | 615 | 588 | +27  |            |
|  | 5.   | Sportinsieme ASD        | 21 | 21 | 10 | 1 | 10 | 593 | 638 | -45  |            |
|  | 6.   | HC Felino               | 13 | 21 | 6  | 1 | 14 | 586 | 644 | -58  |            |
|  | 7.   | Faenza                  | 8  | 21 | 3  | 2 | 16 | 518 | 616 | -94  |            |
|  | 8.   | Carpine (-10)           | -6 | 21 | 2  | 0 | 19 | 437 | 555 | -118 |            |

### Girone D

#### Squadre partecipanti
| Squadra                           | Città                       |
| --------------------------------- | --------------------------- |
| ASALB Bastia                      | Bastia Umbra (PG)           |
| Pallamano Carrara                 | Carrara                     |
| EGO Tavarnelle Barberino          | Tavarnelle Val di Pesa (FI) |
| Pallamano Grosseto                | Grosseto                    |
| Pallamano Medicea                 | Poggio a Caiano (PO)        |
| Pallamano Montecarlo              | Montecarlo (LU)             |
| Olimpic Massa Marittima           | Massa Marittima (GR)        |
| Poggibonsese ADR General Contract | Poggibonsi (SI)             |
| Pallamano Prato                   | Prato                       |
| Pallamano Spezia                  | La Spezia                   |

#### Classifica
|  | Pos. | Squadra                           | Pt | G  | V  | N | S  | GF  | GS  | D    | Note    |
|  | ---- | --------------------------------- | -- | -- | -- | - | -- | --- | --- | ---- | ------- |
|  | 1.   | Poggibonsese ADR General Contract | 34 | 18 | 16 | 2 | 0  | 565 | 379 | +186 | Playoff |
|  | 2.   | EGO Tavarnelle Barberino          | 27 | 18 | 13 | 1 | 4  | 475 | 406 | +69  | Playoff |
|  | 3.   | Olimpic Massa Martittima          | 25 | 18 | 12 | 1 | 5  | 571 | 465 | +106 | Playoff |
|  | 4.   | Grosseto                          | 22 | 18 | 9  | 4 | 5  | 533 | 490 | +43  | Playoff |
|  | 5.   | ASALB Bastia                      | 18 | 18 | 9  | 0 | 9  | 511 | 491 | +20  |         |
|  | 6.   | Montecarlo                        | 17 | 18 | 8  | 1 | 9  | 457 | 467 | -10  |         |
|  | 7.   | Prato                             | 16 | 18 | 8  | 0 | 10 | 411 | 448 | -37  |         |
|  | 8.   | Medicea                           | 11 | 18 | 5  | 1 | 12 | 362 | 445 | -83  |         |
|  | 9.   | Ginnastica Spezia                 | 9  | 18 | 4  | 1 | 13 | 388 | 446 | -58  |         |
|  | 10.  | Carrara                           | 1  | 18 | 0  | 1 | 17 | 383 | 619 | -236 |         |

#### Playoff promozione

##### Semifinali
| Squadra 1            | Squadra 2               | Risultato |
| -------------------- | ----------------------- | --------- |
| Poggibonsese         | Grosseto                |           |
| Poggibonsese         | Grosseto                | 24 – 23   |
| Tavarnelle Barberino | Olimpic Massa Marittima |           |
| Tavarnelle Barberino | Olimpic Massa Marittima | 32 – 25   |

##### Finale
| Squadra 1    | Squadra 2            | Risultato |
| ------------ | -------------------- | --------- |
| Poggibonsese | Tavarnelle Barberino |           |
| Poggibonsese | Tavarnelle Barberino | 26 – 18   |

### Girone E

#### Squadre partecipanti
| Squadra                     | Città                    |
| --------------------------- | ------------------------ |
| CUS Ancona                  | Ancona                   |
| Pallamano Camerano B        | Camerano (AN)            |
| Pallamano Chiaravalle       | Chiaravalle (AN)         |
| CUS Chieti                  | Chieti                   |
| Pallamano Città Sant'Angelo | Città Sant'Angelo (PE)   |
| Pallamano Falconara         | Falconara Marittima (AN) |
| Pallamano Guardiagrele      | Guardiagrele (CH)        |
| Pallamano L'Aquila          | L'Aquila                 |
| Lions Teramo B              | Teramo                   |
| HC Monteprandone            | Monteprandone (AP)       |
| NHC PROGER Teramo           | Teramo                   |
| Pallamano Pescara           | Pescara                  |

#### Classifica
|  | Pos. | Squadra           | Pt | G  | V  | N | S  | GF  | GS  | D    | Note       |
|  | ---- | ----------------- | -- | -- | -- | - | -- | --- | --- | ---- | ---------- |
|  | 1.   | NHC PROGER Teramo | 36 | 22 | 18 | 0 | 4  | 754 | 527 | +217 | Promozione |
|  | 2.   | Chiaravalle       | 35 | 22 | 17 | 1 | 4  | 633 | 482 | +151 |            |
|  | 3.   | CUS Chieti        | 35 | 22 | 17 | 1 | 4  | 629 | 528 | +101 |            |
|  | 4.   | CUS Ancona        | 34 | 22 | 17 | 0 | 5  | 579 | 444 | +135 |            |
|  | 5.   | HC Montprandone   | 28 | 22 | 13 | 2 | 7  | 635 | 572 | +63  |            |
|  | 6.   | Pescara           | 25 | 22 | 12 | 1 | 9  | 580 | 532 | +48  |            |
|  | 7.   | Lions Teramo      | 19 | 22 | 9  | 1 | 12 | 565 | 600 | -35  |            |
|  | 8.   | Città Sant'Angelo | 17 | 22 | 8  | 1 | 13 | 526 | 553 | -27  |            |
|  | 9.   | Falconara         | 16 | 22 | 8  | 0 | 14 | 531 | 603 | -72  |            |
|  | 10.  | L'Aquila          | 7  | 22 | 3  | 1 | 18 | 527 | 685 | -158 |            |
|  | 11.  | Camerano          | 7  | 22 | 3  | 1 | 18 | 529 | 794 | -265 |            |
|  | 12.  | Guardiagrele      | 5  | 22 | 2  | 1 | 19 | 495 | 663 | -168 |            |

### Girone F
| Squadra                      | Città                |
| ---------------------------- | -------------------- |
| Pallamano Donatello U17      | Roma                 |
| Flavioni Civitavecchia       | Civitavecchia (Roma) |
| Flavioni Civitavecchia U17   | Civitavecchia (Roma) |
| HC Fondi U17                 | Fondi (LT)           |
| Sporting Club Gaeta 1970 U19 | Gaeta (LT)           |
| Pallamano Viterbo U19        | Viterbo              |

#### Classifica
|  | Pos. | Squadra                    | Pt | G  | V  | N | S  | GF  | GS  | D    | Note         |
|  | ---- | -------------------------- | -- | -- | -- | - | -- | --- | --- | ---- | ------------ |
|  | 1.   | HC Fondi U17               | 27 | 15 | 13 | 1 | 1  | 487 | 317 | +170 |              |
|  | 2.   | Flavioni Civitavecchia     | 23 | 15 | 11 | 1 | 3  | 586 | 376 | +210 | Seconda fase |
|  | 3.   | SC Gaeta 1970 U19          | 22 | 15 | 10 | 2 | 3  | 428 | 320 | +108 |              |
|  | 4.   | Donadello U17              | 10 | 15 | 5  | 0 | 10 | 354 | 435 | -81  |              |
|  | 5.   | Flavioni Civitavecchia U17 | 8  | 15 | 4  | 0 | 11 | 325 | 489 | -164 |              |
|  | 6.   | Viterbo U19 (-5)           | -5 | 15 | 0  | 0 | 15 | 220 | 463 | -243 |              |

### Girone G

#### Squadre partecipanti
| Squadra                           | Città                    |
| --------------------------------- | ------------------------ |
| Pallamano Altamura                | Altamura (BA)            |
| Atletico Lamezia                  | Lamezia Terme (CZ)       |
| Pallamano Crotone                 | Crotone                  |
| ENDAS Capua                       | Capua (CE)               |
| New Capua                         | Capua (CE)               |
| Pallamano Fasano                  | Fasano (BR)              |
| Fidelis Andria                    | Andria                   |
| A.S.D. Polisportiva Gymnica Sveva | Andria                   |
| Handball Benevento                | Benevento                |
| Pallamano Noci 2013               | Noci (BA)                |
| Terranova                         | Terranova da Sibari (CS) |

#### Classifica
|  | Pos. | Squadra                | Pt | G  | V  | N | S  | GF  | GS  | D    | Note       |
|  | ---- | ---------------------- | -- | -- | -- | - | -- | --- | --- | ---- | ---------- |
|  | 1.   | Noci 2013              | 34 | 18 | 17 | 0 | 1  | 558 | 377 | +181 | Promozione |
|  | 2.   | Fidelis Andria         | 30 | 18 | 15 | 0 | 3  | 523 | 366 | +158 |            |
|  | 3.   | Altamura               | 24 | 18 | 11 | 2 | 5  | 467 | 381 | +86  |            |
|  | 4.   | ENDAS Capua            | 24 | 18 | 12 | 0 | 6  | 461 | 453 | +8   |            |
|  | 5.   | ASD Pol. Gymnica Sveva | 14 | 18 | 7  | 0 | 11 | 365 | 401 | -36  |            |
|  | 6.   | Terranova              | 13 | 18 | 6  | 1 | 11 | 403 | 437 | -34  |            |
|  | 7.   | Crotone                | 13 | 18 | 6  | 1 | 11 | 355 | 402 | -47  |            |
|  | 8.   | New Capua              | 12 | 18 | 6  | 0 | 12 | 389 | 450 | -61  |            |
|  | 9.   | Fasano                 | 12 | 18 | 6  | 0 | 12 | 413 | 521 | -108 |            |
|  | 10.  | Atletico Lamezia (-3)  | 1  | 18 | 1  | 2 | 15 | 306 | 452 | -146 |            |
|  | 11.  | Benevento              | 0  | 0  | 0  | 0 | 0  | 0   | 0   | +0   | Ritirata   |

### Girone H

#### Squadre partecipanti
| Squadra                 | Città          |
| ----------------------- | -------------- |
| ASD Albatro Siracusa    | Siracusa       |
| AGRIBLU Scicli          | Scicli (RG     |
| ASD Pallamano Aretusa   | Siracusa       |
| Pallamano Avola         | Avola (SR)     |
| Crazy Reusia            | Ragusa         |
| CUS Palermo Pallamano   | Palermo        |
| Pallamano Girgenti      | Agrigento      |
| Pallamano Il Giovinetto | Petrosino (TP) |
| Pallamano Messina       | Messina        |
| Nova Audax              | Caltanissetta  |
| Pallamano Villaurea     | Palermo        |

#### Classifica
|  | Pos. | Squadra          | Pt | G  | V  | N | S  | GF  | GS  | D    | Note       |
|  | ---- | ---------------- | -- | -- | -- | - | -- | --- | --- | ---- | ---------- |
|  | 1.   | Albatro Siracusa | 36 | 18 | 18 | 0 | 0  | 643 | 416 | +127 | Promozione |
|  | 2.   | Aretusa          | 25 | 18 | 12 | 1 | 5  | 485 | 439 | +46  |            |
|  | 3.   | AGRIBLU Scicli   | 22 | 18 | 10 | 2 | 6  | 558 | 498 | +60  |            |
|  | 4.   | Il Giovinetto    | 21 | 18 | 10 | 1 | 7  | 556 | 531 | +25  |            |
|  | 5.   | Girgenti         | 18 | 18 | 9  | 0 | 9  | 520 | 497 | +23  |            |
|  | 6.   | CUS Palermo      | 17 | 18 | 8  | 1 | 9  | 515 | 494 | +21  |            |
|  | 7.   | Messina          | 15 | 18 | 7  | 1 | 10 | 475 | 539 | -64  |            |
|  | 8.   | Avola            | 13 | 18 | 6  | 1 | 11 | 508 | 552 | -44  |            |
|  | 9.   | Crazy Reusia     | 13 | 18 | 6  | 1 | 11 | 415 | 471 | -50  |            |
|  | 10.  | Villaurea        | 0  | 18 | 0  | 0 | 18 | 369 | 607 | -238 |            |
|  | 11.  | Nova Audax       | 0  | 0  | 0  | 0 | 0  | 0   | 0   | +0   | Ritirata   |

### Girone I

#### Squadre partecipanti
| Squadra                  | Città          |
| ------------------------ | -------------- |
| CUS Sassari U19          | Sassari        |
| HAC Nuoro                | Nuoro          |
| Pallamano Perfugas       | Perfugas (SS)  |
| Pallamano Selargius      | Selargius (CA) |
| Verdeazzurro Sassari U21 | Sassari        |

#### Classifica
|  | Pos. | Squadra          | Pt | G  | V  | N | S  | GF  | GS  | D    | Note         |
|  | ---- | ---------------- | -- | -- | -- | - | -- | --- | --- | ---- | ------------ |
|  | 1.   | HAC Nuoro        | 30 | 16 | 15 | 0 | 1  | 510 | 290 | +220 | Seconda fase |
|  | 2.   | Selargius        | 24 | 16 | 12 | 0 | 4  | 407 | 345 | +62  |              |
|  | 3.   | CUS Sassari U19  | 14 | 16 | 7  | 0 | 9  | 412 | 381 | +31  |              |
|  | 4.   | Verdeazzurro U19 | 12 | 16 | 6  | 0 | 10 | 425 | 481 | -56  |              |
|  | 5.   | Perfugas         | 0  | 16 | 0  | 0 | 16 | 277 | 534 | -257 |              |

### Seconda fase

#### Andata
| Squadra 1 | Squadra 2              | Risultato |
| --------- | ---------------------- | --------- |
| HAC Nuoro | Flavioni Civitavecchia |           |
| HAC Nuoro | Flavioni Civitavecchia | 24 – 15   |

#### Ritorno
| Squadra 1              | Squadra 2 | Risultato |
| ---------------------- | --------- | --------- |
| Flavioni Civitavecchia | HAC Nuoro |           |
| Flavioni Civitavecchia | HAC Nuoro | 20 - 23   |

## Verdetti
- Leno, San Vito, Spallanzani Casalgrande, Poggibonsese, Chiaravalle, Noci, Albatro Siracusa, HAC Nuoro promosse in Serie A2 2019-2020 (pallamano maschile)

- Algund, NHC Teramo rinunciano alla promozione